# Adrien Vigne
Pour les articles homonymes, voir Vigne (homonymie).
Pas d'image ? Cliquez ici

a Compétitions nationales et continentales officielles uniquement.

b Matchs officiels uniquement.
Dernière mise à jour le 25 mars 2025.
Adrien Vigne, né le 14 octobre 1998 à Béziers, est un joueur français de rugby à XV évoluant au poste de deuxième ligne au Stade niçois.

## Biographie
Adrien Vigne commence le rugby au Rugby olympique agathois avant d'intégrer le centre de formation de l'AS Béziers puis celui de l'Union Bordeaux Bègles.
Le 9 décembre 2018, lors d'un match espoirs entre l'Union Bordeaux Bègles et le Stade Français, Adrien Vigne est impliqué dans un plaquage qui entraînera la mort de Nicolas Chauvin,,.
En 2021, il s'engage une saison au Stado Tarbes en Nationale, puis s'engage la saison suivante au FC Grenoble en Pro D2.
Après deux saisons à Grenoble, il rejoint le Stade niçois en Nationale en 2023.

## Palmarès

### En club
- Finaliste du Championnat de France de Pro D2 en 2023 avec le FC Grenoble.
- Finaliste du Barrage d'accession au championnat de France en 2023 avec le FC Grenoble.

- Vainqueur du Championnat de France de Nationale en 2024 avec le Stade niçois.